# Пузіано
Пузіано (італ. Pusiano) — муніципалітет в Італії, у регіоні Ломбардія, провінція Комо.
Пузіано розташоване на відстані близько 510 км на північний захід від Рима, 40 км на північ від Мілана, 16 км на схід від Комо.
Населення — 1344 особи (2014).

## Демографія
Населення за роками:

Станом на 1 січня 2023 року в муніципалітеті офіційно проживало 57 іноземців з 18 країн, серед них 27 громадян країн Євросоюзу та 2 громадяни України.

## Сусідні муніципалітети
- Канцо
- Чезана-Бріанца
- Еупіліо